# Ежицио Масини
Ежицио Масини (Egizio Massini) е румънски диригент от италиански произход, живял и работил за кратко и в България. Почитател както на италианската, така и на руската опера, Масини създава своя специфична традиция в дирижирането, следвана от всички негови наследници в Румъния, както и от диригенти в други страни.

## Биография
Ежицио Масини е роден на 26 юли 1894 година в Александрия, Египет, в семейството на оперната певица Паолина Алберти и диригента Енрико Масини, който с трупата си през 1895 година поставя за първи път оперни спектакли на българска сцена. Като дете Масини учи музика от диригентите в трупата на баща си Бончиоли, Паваньоли и Д'Алесио. На 12-годишна възраст се изявява като концертмайстор в трупата, а дебюта си като оперен диригент прави през 1908 година в Лом, България, с постановка на операта „Фауст“.
От 1908 до 1914 година постоянно пътува с оперната трупа и дирижира оперни спектакли в България, Гърция, Румъния, Русия, Сърбия, Турция, Унгария. През 1914 година се установява за постоянно в Румъния.
През сезон 1928 – 1929 година е в София, където е поканен за диригент и режисьор в Народната опера. Дирижира „Аида“ от Верди и „Тоска“ от Пучини и за първи път на българска сцена поставя операта „Федора“ от Умберто Джордано. Участието му в стачка на артистите води до прекратяване на договора му и връщането му в Румъния. През 1929 година е назначен за главен диригент на Букурещката народна опера, но успоредно с това се изявява и като диригент на симфонични концерти. Още веднъж се върща в България през сезон 1947 – 1948 с група солисти от Букурещката опера.
През 1964 година получава званието народен артист на Румъния.